# توكاتشلي
توكاتشلي أو طُوقَجلة (بالتركيّة: Tokaçlı) هي قرية من ضواحي بلدة القصير الواقعة في محافظة حطاي التركية. تقع القرية على بعد حوالي 26 كم جنوب شرق العاصمة الإقليمية أنطاكية وعلى بعد كيلومترين جنوب شرق القصير. وفقاً للتعداد السكاني في عام 2009 بلغ عدد السكان حوالي 549 نسمة. سكان القرية هم من الروم الأنطاكيين الأرثوذكس. طُوقَجلة هي القرية العربية المسيحية الوحيدة في تركيا. وتعتبر كنيسة مريم العذراء الأرثوذكسية (بالتركيّة: Meryem Ana Rum Ortodoks Kilisesi) المكان الوحيد للعبادة في القرية. وبحسب دراسة تركيّة أجريت عام 2011، يرى مسيحيو القرية أنهم مرتبطون بتركيا، ويعرفون عن أنفسهم في بعض الأحيان «بالأتراك» أو «المواطنون الأتراك». ويعيش العديد من أبناء القرية في إسطنبول ومدن محافظة حطاي كأنطاكيا والإسكندرونة وفي المهجر خصوصاً في ألمانيا.
في عام 2015 شهدت المنطقة حالة من العنف الطائفي مع المسلمين الأتراك، حيث قيل أنّ الأحداث اندلعت بسبب تحرش جنسي لمتدرب حلاقة مُسلم بفتاة مسيحية.